# Calocedrus macrolepis
Calocedrus macrolepis ist eine Pflanzenart aus der Gattung der Weihrauchzedern (Calocedrus). Sie ist im südlichen bis südöstlichen Asien beheimatet.

## Beschreibung
Calocedrus macrolepis wächst als immergrüner Baum der Wuchshöhen von 15 bis 25, in Ausnahmefällen bis zu 40 Metern und Brusthöhendurchmesser von 60 bis 150 Zentimeter erreichen kann. Die Krone wird von dicken Ästen gebildet die fast gerade vom Stamm abstehen. Sie ist bei jungen Bäumen pyramidenförmig und wird mit zunehmendem Alter breit-rundlich. Der gerade Stamm verzweigt sich häufig wenn der Baum Wuchshöhen von über 10 Metern erreicht. Die gräulich-braune bis rötlich-braune Borke ist bei jungen Bäumen glatt. Bei älteren Bäumen wird die Borke längsrissig und blättert ab.
An den Zweigen sind Knoten deutlich erkennbar; an diesen Knoten stehen zwei große und zwei kleinere gegenständige Blätter. Die schuppenförmigen Blätter sind 1,5 bis 8 Millimeter lang.
Die Blütezeit erstreckt sich von März bis April. Die gelben männlichen Blütenzapfen sind bei einer Länge von 4 bis 8 Millimeter und einem Durchmesser von 2 bis 3 Millimeter eiförmig bis länglich geformt. Sie enthalten Mikrosporophylle mit drei bis fünf Pollensäcken. Die weiblichen Zapfen sind bei einer Länge von 1 bis 2 Zentimeter und einem Durchmesser von 4 bis 6 Millimetern oval geformt. Die im September bis Dezember reifen Zapfen sind rötlich braun gefärbt und öffnen sich in drei Teile, wobei der mittlere Teil die zwei geflügelten Samenkörner trägt. Die Samenkörner sind bei einer Länge von 5 bis 6 Millimeter fast eiförmig bis elliptisch geformt.

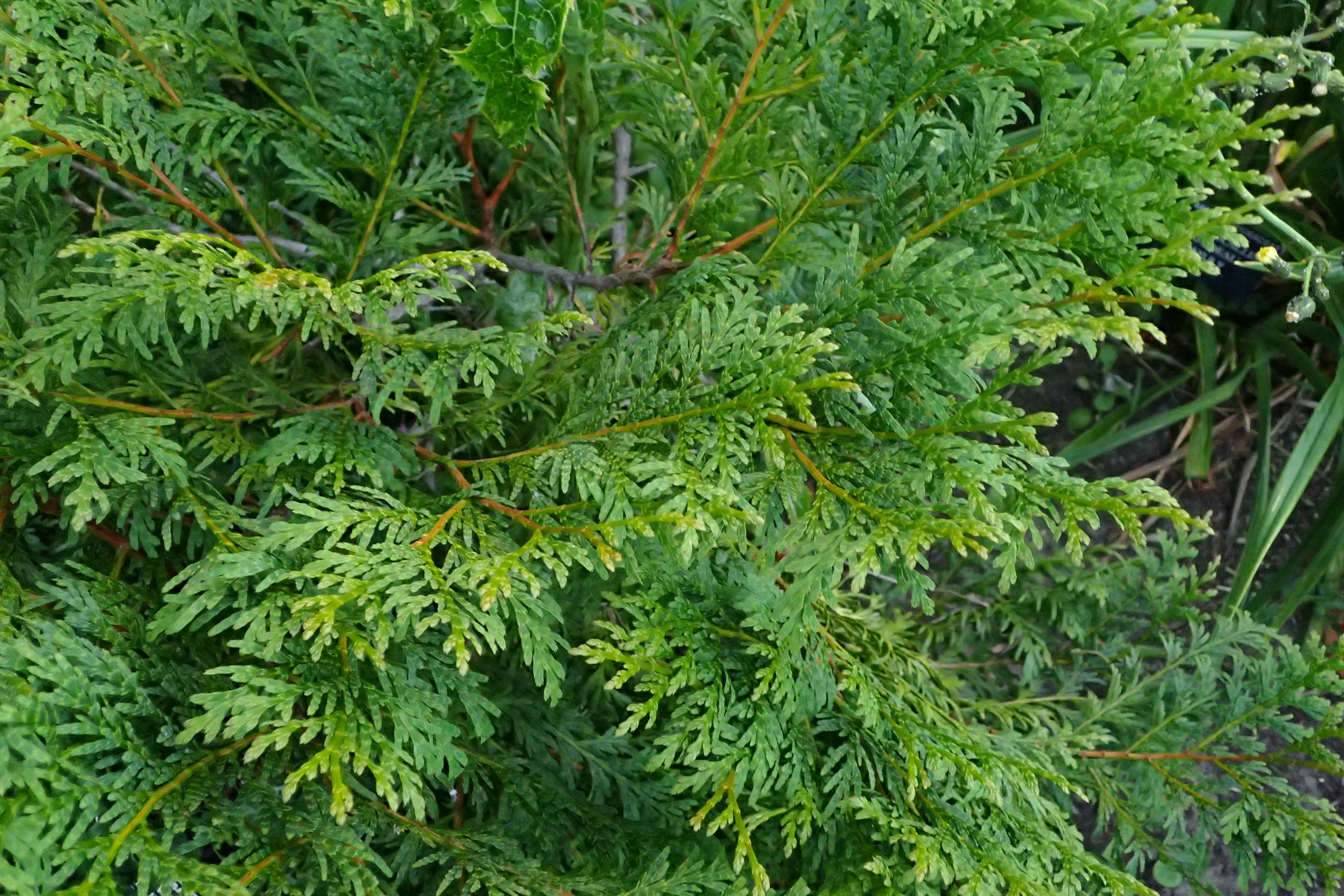
Chinesische Weihrauchzeder (Calocedrus macrolepis)

## Vorkommen
Das natürliche Verbreitungsgebiet von Calocedrus macrolepis reicht vom nördlichen Indien über Laos, dem nordöstlichen Myanmar und nordöstlichen Thailand bis zum südöstlichen China, sowie Gebieten in Vietnam. In China findet man sie in den Provinzen Guangxi, Guizhou, Hainan und Yunnan. Ob Calocedrus macrolepis in der Provinz Guangdong vorkommt ist umstritten. In Vietnam findet man sie auf einem Berg in der Provinz Hà Tây, in der Provinz Khánh Hòa sowie im Umland der Stadt Đà Lạt.
Calocedrus macrolepis gedeiht im humiden Klima und in Höhenlagen von 300 bis 2000 Metern. Sie wächst auf Böden, die sich auf Kalkstein oder Granit bilden. In Höhenlagen von mehr als 900 Metern wächst Calocedrus macrolepis in geschlossenen oder offenen, immergrünen Wäldern.

## Systematik

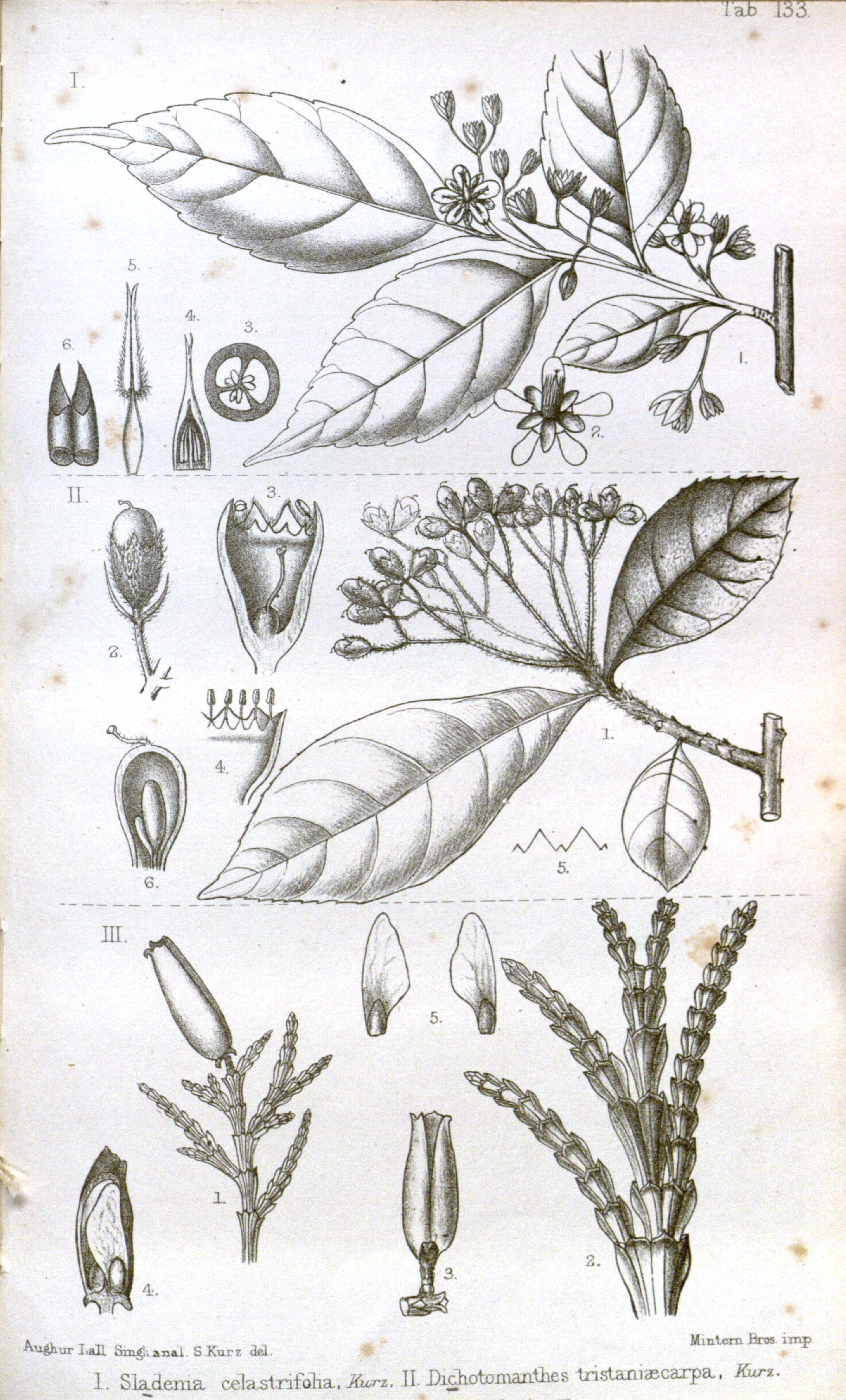
Calocedrus macrolepis (fig 3) in der Erstbeschreibung

Die Erstbeschreibung als Calocedrus macrolepis erfolgte 1873 durch Sulpiz Kurz  in Journal of Botany, British and Foreign, 11 (127), S. 196, Tafel 133, Figur 3. Synonyme für Calocedrus macrolepis Kurz sind unter anderem Heyderia macrolepis (Kurz) H.L.Li, Libocedrus macrolepis (Kurz) Benth. und Thuja macrolepis (Kurz) Voss.

## Nutzung
Das fein gemaserte Holz von Calocedrus macrolepis lässt sich leicht bearbeiten und ist resistent gegen Termitenfrass. Es findet vor allem als Konstruktions- und Tischlerholz sowie für Drechselarbeiten Verwendung. Da es einen aromatischen Duft verströmt wird es auch zu Räucherstäbchen verarbeitet.
Aufgrund der schönen Wuchsform wird Calocedrus macrolepis gelegentlich als Ziergehölz gepflanzt.

## Gefährdung und Schutz
Calocedrus macrolepis wird in der Roten Liste der IUCN als „gefährdet“ geführt. Es wird jedoch darauf hingewiesen, dass eine neuerliche Überprüfung der Gefährdung nötig ist. Als Hauptgefährdungsgründe gelten der starke Holzeinschlag und die Verdrängung der Wälder durch den Ackerbau.